# Илич, Саша (1972)
Саша Илич (серб. Саша Илић; род. 18 июля 1972, Мельбурн) — австралийский футболист сербского происхождения, вратарь.

## Карьера

### Клубная
Начал свою профессиональную карьеру в 1991 году в «Графичар» (Белград). В следующем году перешёл в «Раднички» (Белград).
Позже он перешёл в английский «Чарльтон Атлетик», где вследствие стал известным. Он был основным вратарём во второй половине сезона 1997/98, в том числе в победном плей-оффе за выход в Премьер-лигу (в полуфинале был одолён «Ипсвич Таун» со счётом 2:0, а в финале в серии послематчевых пенальти был побеждён «Сандерленд» (4:4, 7:6). После вылета «Чарльтона» в следующем сезоне Илич потерял место основного вратаря и уступил его новичку Дину Кили.
В феврале 2000 года он отправился в аренду в «Вест Хэм Юнайтед», но провёл только одну игру: домашний матч против «Эвертона» в Премьер-лиге (0:4). В сентябре следующего года он был отправлен в аренду в «Портсмут» и сыграл в 7 матчах клуба.
В 2002 году Илич покинул «Чарльтон» и перешёл в венгерский «Залаэгерсег», где играл против «Манчестера Юнайтед» в отборочном раунде Лиги чемпионов. Первый матч венгры выиграли со счётом 1:0, а второй проиграли - 0:5 (Илич получил красную карточку за фол на Руде ван Нистелрой).

### Сборная
Всего Илич за национальную сборную Югославии провёл 2 матча: гостевой товарищеский против сборной Израиля в 1998 году (2:0) и домашний отборочный на Чемпионат мира 2002 против сборной России в 2001 году (0:1).